# فارم‌فودز
فارم‌فودز (انگلیسی: Farmfoods) شرکت خرده‌فروشی اسکاتلندی است، که در سال ۱۹۵۵ تأسیس شد.